# Doliće
Doliće falu Horvátországban Krapina-Zagorje megyében. Közigazgatásilag Krapina községhez tartozik.

## Fekvése
Krapina központjától 3 km-re északnyugatra, az A2-es autópálya mellett fekszik.

## Története
A falunak 1857-ben 344, 1910-ben 418 lakosa volt. Trianonig Varasd vármegye Krapinai járásához tartozott. 2001-ben a falunak 425 lakosa volt.

## Külső hivatkozások
Krapina város hivatalos oldala